# 叙斯
叙斯（法語：Sus，法語發音：[sys]）是法国大西洋比利牛斯省的一个市镇，属于奥洛龙-圣玛丽区。

## 地理
叙斯（43°18'23"N, 0°45'59"W）面积11.5 平方千米，位于法国新阿基坦大区大西洋比利牛斯省，该省份为法国东南部省份，涵盖了贝阿恩与北巴斯克，西临大西洋比斯開灣，北至朗德省，东北接热尔省，东临上比利牛斯省，南与西班牙接壤。
与叙斯接壤的市镇（或旧市镇、城区）包括：昂古斯、居尔斯、雅斯、蒙卡约勒-拉罗里-芒迪比约、纳瓦朗克斯、叙斯米乌。

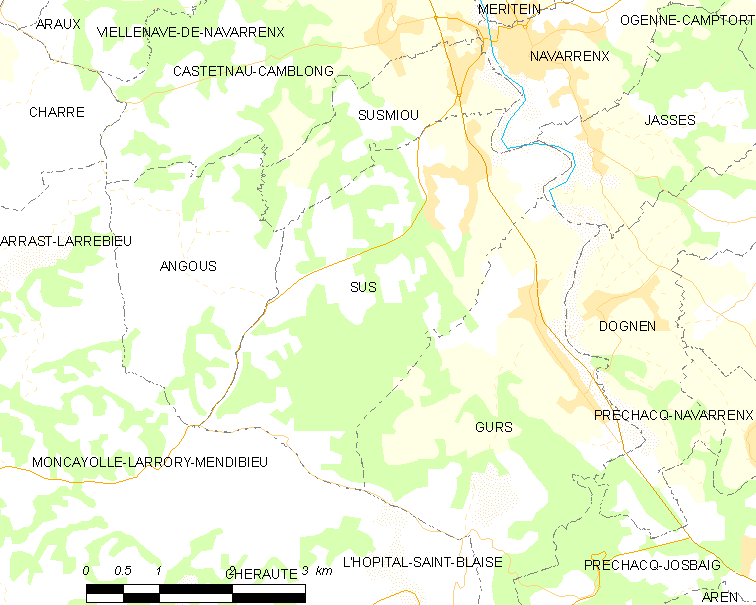
叙斯的OSM定位图

叙斯的时区为UTC+01:00、UTC+02:00（夏令时）。

## 行政
叙斯的邮政编码为64190，INSEE市镇编码为64529。

## 政治
叙斯所属的省级选区为贝阿恩中心县。

## 人口

1962-2008年间叙斯人口变化图示

叙斯于2022年1月1日时的人口数量为383人。